# Tandgrimmia
Tandgrimmia (Grimmia arenaria) är en bladmossart som beskrevs av Georg Ernst Ludwig Hampe 1836. Tandgrimmia ingår i släktet grimmior, och familjen Grimmiaceae. Enligt den finländska rödlistan är arten starkt hotad i Finland. Arten har ej påträffats i Sverige. Artens livsmiljö är klippstränder vid sötvatten. Inga underarter finns listade i Catalogue of Life.